# Sei Fuwa
Sei Fuwa (japonsky 不破 整) byl japonský fotbalista.

## Klubová kariéra
Hrával za Waseda WMW.

## Reprezentační kariéra
S japonskou reprezentací se zúčastnil Letních olympijských her 1936.